# 55 Cancri e
55 Cancri e of Janssen is een exoplaneet die is ontdekt op 31 augustus 2004 door de groep van Barbara McArthur met behulp van metingen met de Hobby-Eberly-telescoop. Er werd eerst gedacht dat de planeet in drie dagen rond de ster 55 Cancri draait, maar na nieuwe observaties en berekeningen in 2010 wordt de omlooptijd geschat op 18 uur. De planeet bevindt zich op ongeveer 41 lichtjaren van de aarde.
55 Cancri e is een planeet die weliswaar zestig procent groter is dan de aarde, maar tegelijkertijd acht keer zo zwaar. Daarmee heeft de exoplaneet bijna de dichtheid van lood.
De planeet is relatief klein. Dit blijkt uit waarnemingen van de Canadese satelliet MOST. De grootte van de planeet is berekend via de planeetovergang, het passeren van de planeet voor de ster. Bij de planeetovergang neemt de helderheid van de ster met 0.2% af.
Men schatte in dat de temperatuur aan het planeetoppervlak ongeveer 1648 graden was en de planeet voor een derde uit diamant bestond, wat het een koolstofplaneet maakte. Nieuw onderzoek met de Spitzer Space Telescope gedurende twee jaar trok dat echter in twijfel. Op een zijde van deze superaarde is continu daglicht; aan de andere zijde heerst eeuwige duisternis. De waargenomen temperatuur aan de dagzijde liep uiteen van 1000 tot 2700 °C. Onderzoekers zoeken de oorzaak in grote stof- en gaspluimen die met enige regelmaat het oppervlak bedekken. Deze pluimen zijn het gevolg van intens hevige vulkanische activiteit en verhullen de thermische straling van de planeet.
Op 15 december 2015 kreeg de planeet van de IAU zijn officiële naam Janssen, naar de Nederlandse opticien Zacharias Janssen.